# Club Deportivo Pasaquina
Maillots
Le C.D. Pasaquina est un club de football salvadorien fondé en 1962, basé à Pasaquina, dans le département de La Unión. Le club évolue dans le championnat du Salvador de première division depuis l'année 2014.

## Palmarès
- Championnat du Salvador D2 (1)
  - Champion : 2013 (Apertura).